# Люсі Пінсон
Люсі Пінсон — французька екоактивістка за енергетичний перехід, очільниця НУО «Повернути фінанси», що сприяє скороченню кредитування викопного палива.
У листопаді 2020 удостоєна премії Голдмана за екологію, яку часто називають «Нобелівська премія з охорони довкілля».

## Кар'єра
Люсі Пінсон родом із Ле-Сориньєра в Атлантичній Луарі. Вона здобула ступінь з історії та політології в Університеті Родоса в Південній Африці. Протягом двох років, проведених у цій країні, вона спостерігала за катастрофічними наслідками використання вугілля для довкілля та здоров’я. У 2010 та 2011 роках вона здобула подвійний ступінь магістра з політології та політики розвитку в Університеті Сорбонни в Парижі. Під час навчання у Паржі вона брала участь в організації контр-самітів G8 та G20.

### Друзі Землі
У 2013 році Люсі Пінсон розпочала кар’єру в неурядовій організації «Друзі Землі», яка займається захистом довкілля, як керівниця кампанії «приватні фінанси». Вона швидко звернулася до скорочення викопного палива і, зокрема, вугілля, основного джерела викидів CO2  у світі.
Стратегія Пінсон полягає в тому, щоб атакувати вугільний сектор шляхом скорочення його фінансування. Акція стає ближчою до банківських гравців і спільно з ними проводить кампанії, щоб припинити їх інвестиції в компанії, що видобувають вугілля, наприклад, беручи участь у загальних зборах після покупки акцій і практикуючи ім’я та сором.
З 2015 року стратегія виявилася ефективною, оскільки три найбільші французькі банки (Credité Agricole, Société Générale і BNP Paribas) вирішили зменшити підтримку компаній, що займаються видобутком вугілля. Пінсон також атакувала страхові компанії. Під впливом її активності загалом понад 40 банків і страховиків припинили підтримку будівництва шахт і вугільних електростанцій.

### Створення Reclaim Finance
У 2020 році Пінсон створила власну НУ «Повернути фінанси». Її метою є сприяння обмеження фінансування видобутку викопного палива з боку фінансових гравців. Але тепер Пінсон бажає позиціонувати себе в більш міжнародному вимірі. Звідси англійська назва «Reclaim Finance». Вугілля більше не є єдиною метою, організація також закликає припинити підтримку газу та нафти.

Крім того, в рамках акції Друзі Землі організація «Повернути фінанси» була однією віссю серед інших. Через створення «Повернути фінанси» Пінсон прагне розробити інструмент, повністю присвячений моніторингу банківського фінансування у викопному паливі:
On les ennuie en publiant des choses qu’ils ne veulent pas voir sortir, mais il s’avère qu’on est aussi assez utiles pour eux en leur apportant des informations sur des projets trop risqués. Car la triste réalité, c’est que la plupart des banques n’ont pas mis en place les processus nécessaires pour avoir des systèmes d’alerte sur les projets les plus controversés

## Визнання
30 листопада 2020 року Люсі Пінсон отримала премію Голдмана в галузі довкілля для регіону Європи за боротьбу проти трьох французьких банків, які масово інвестували вугільний сектор. Після її боротьби ці банки, а також дві страхові компанії припинили пряме фінансування шахт і вугільних електростанцій.
Люсі Пінсон – четверта французька особа, яка отримала цю премію з моменту її створення в 1990 році, після Клер Нувіан у 2018 році, Бруно Ван Петегема у 2001 році та Крістін Жан у 1992 році.

## Колумністка
Люсі Пінсон час від часу друкується у французькому тижневику Politis.
З вересня 2017 року по листопад 2019 року вона також вела «Блог друга Землі», організований журналом Alternatives Économiques.